# スプーン

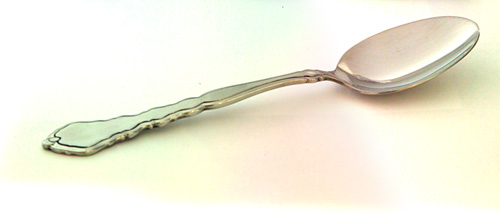
テーブルスプーン

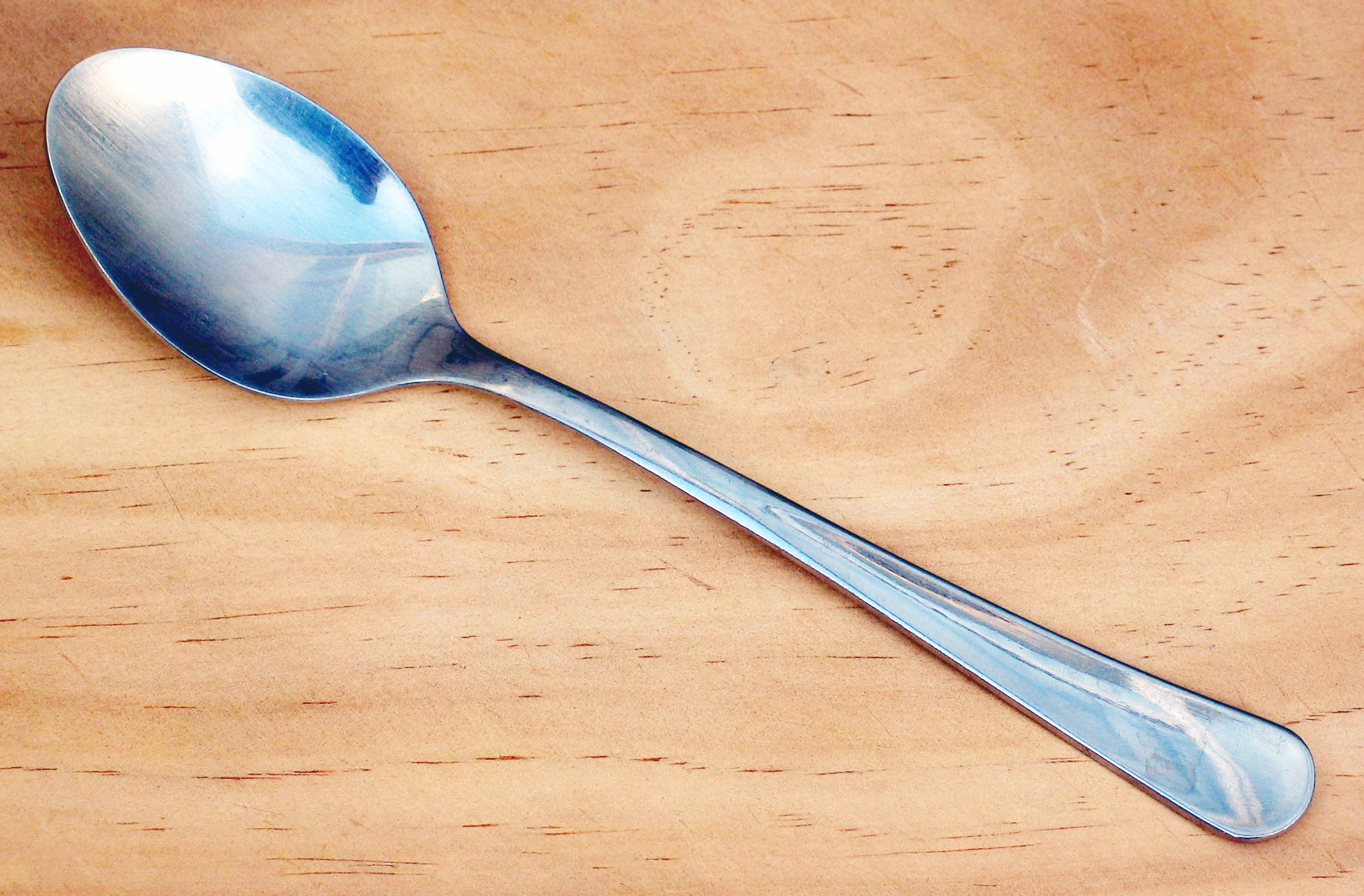
デザートスプーン

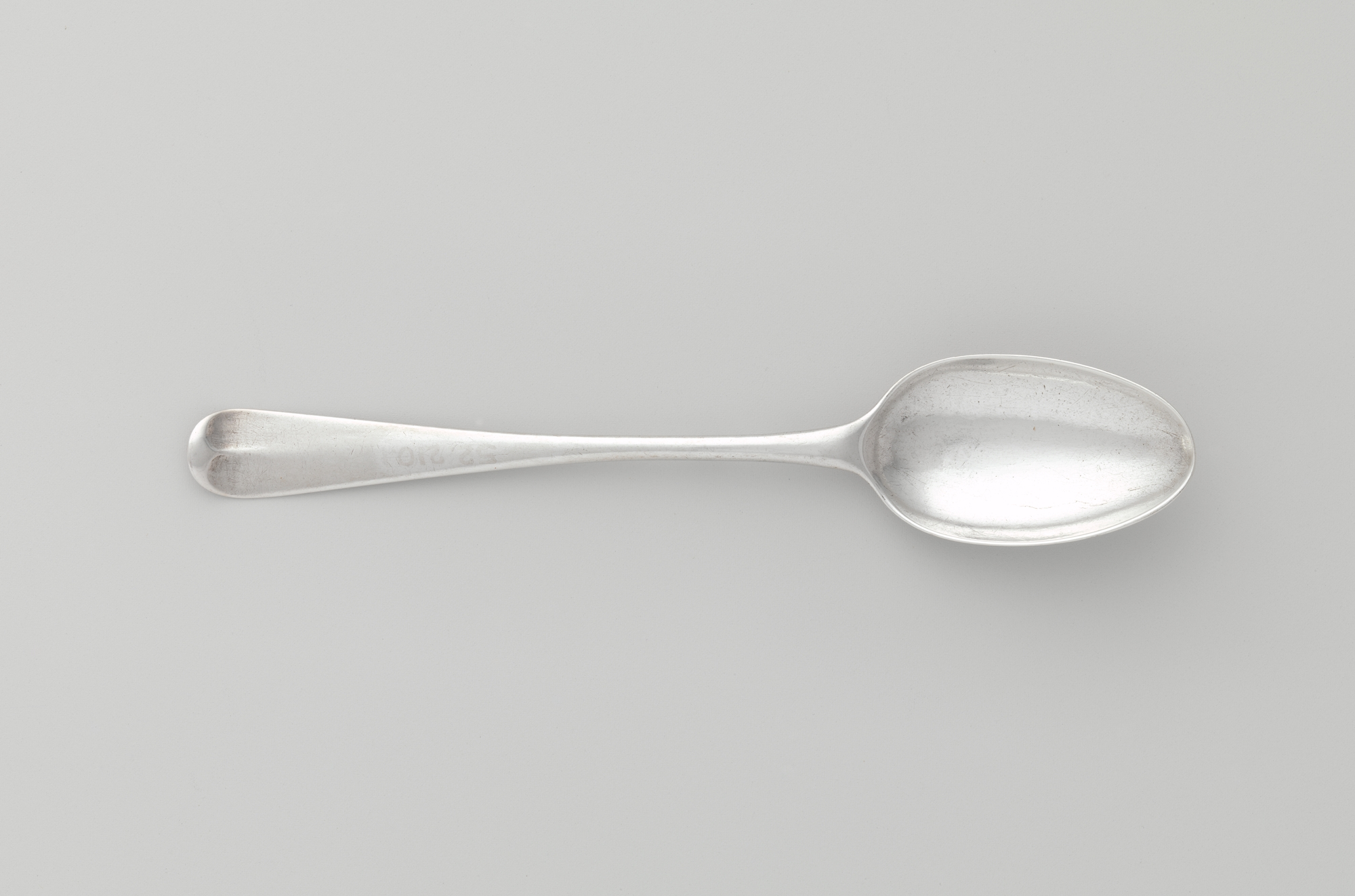
ティースプーン

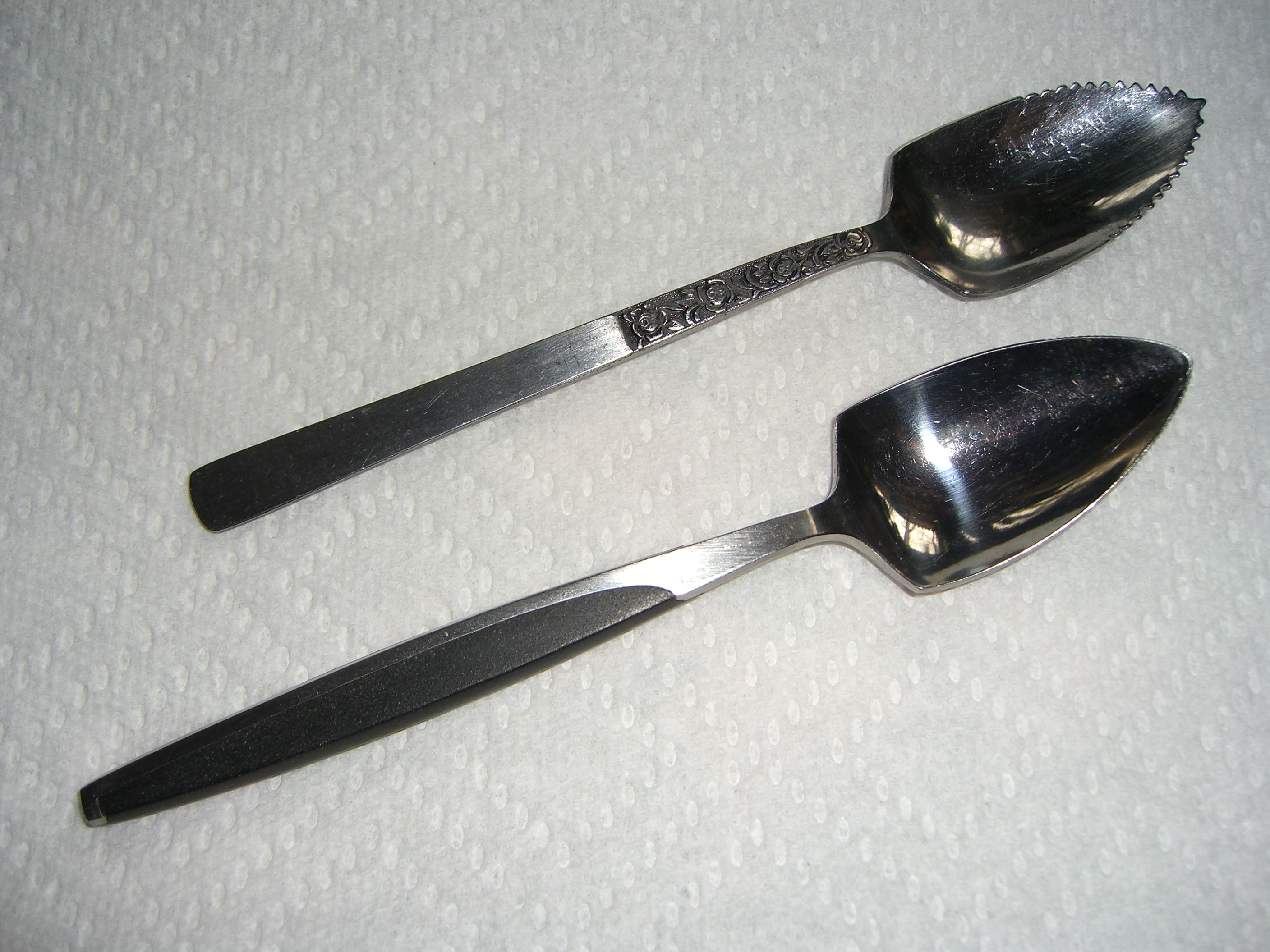
グレープフルーツ用スプーン

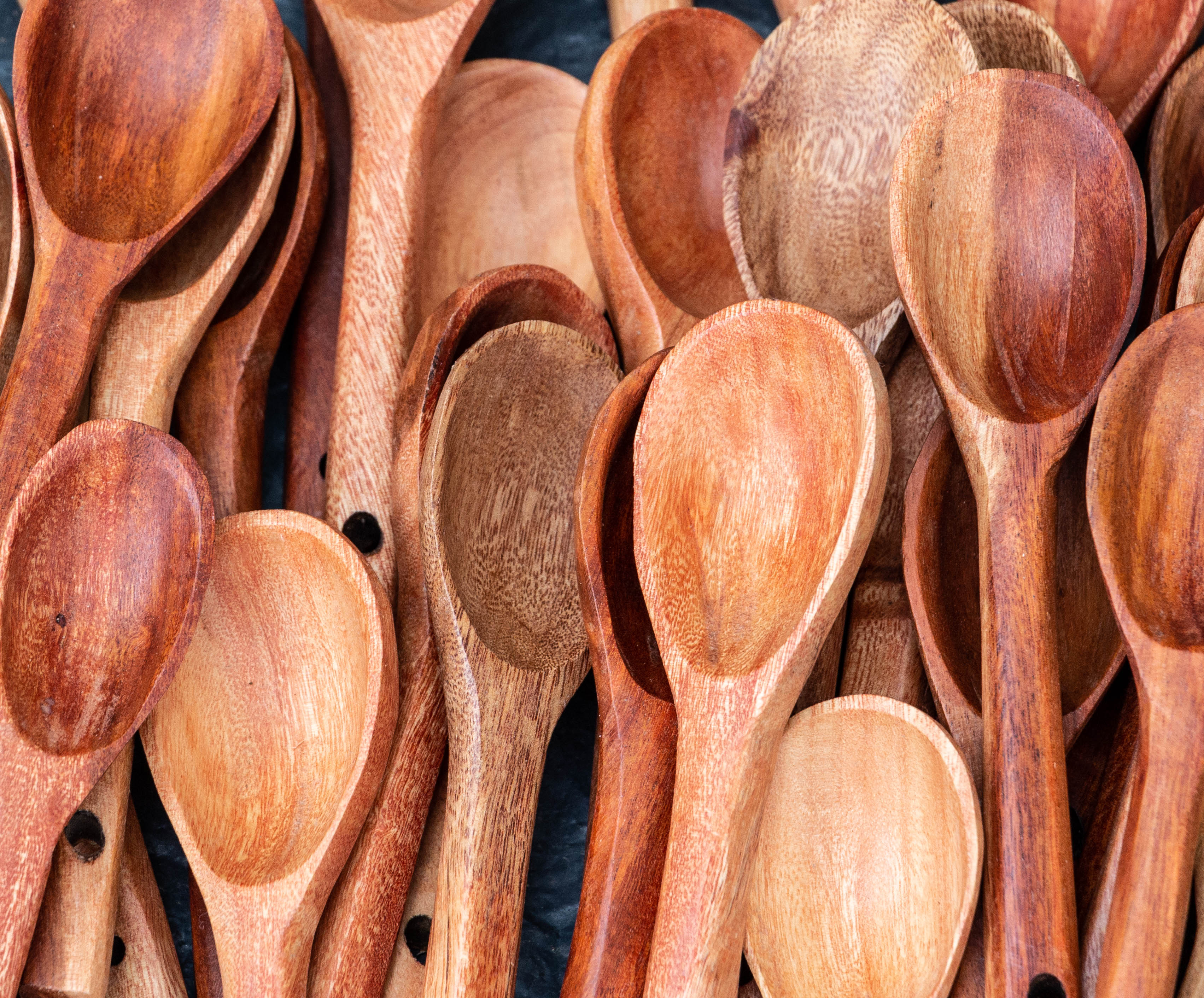
木製スプーン（wooden spoon）

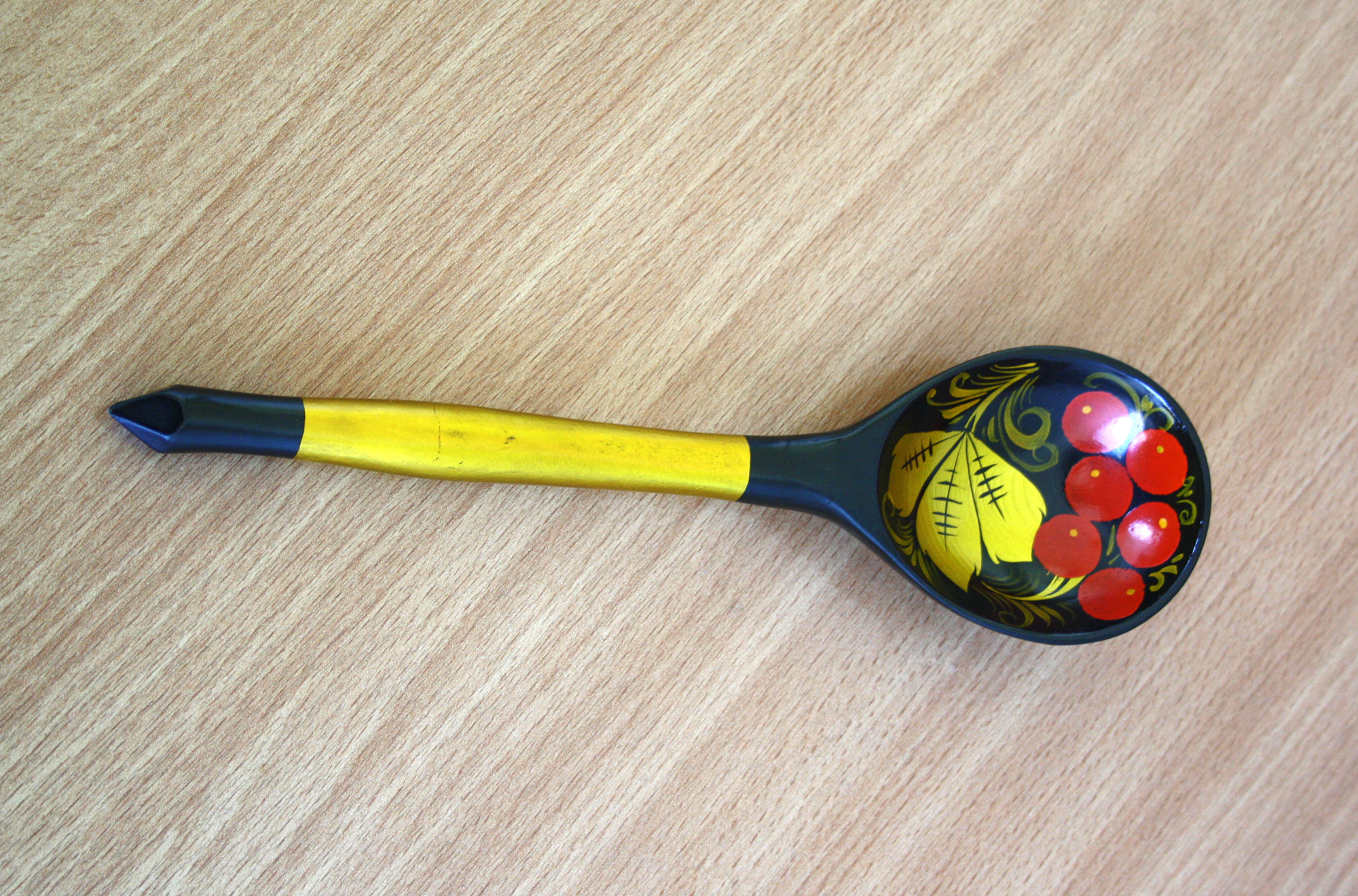
木製のものに「塗り」をほどこしたスプーン

スプーン（英: spoon）とは、小さくて浅いボウル状の部分と比較的長い取っ手を組み合わせた、食事用あるいは調理用の道具。匙（さじ）ともいう。

## 概説
主に食事をする時、料理を食べるときの道具（食器）として、また調理をする時の道具として使われる（食材を取ったり、混ぜたり、潰したり、量ったりするのに使う）。薬品類を扱う時にも使うことがある。
素材は、ステンレス・金・銀、真鍮やニッケルなどをめっきしたものなど金属製のものが多いが、歴史的に見ると木製や陶器製のもの、角や骨を材料にしたものが使われていた時代は長く、特に陶器製や木製のものは広く使われる。たとえば中華料理で使う散蓮華は陶製スプーンであり、広く使われている。また木製スプーンも多種類販売されている。木製は、金属製よりも「持つのに冷たくない」「あたたかみがある」「触感と見た目の両方で、心理的に癒される」というメリットがある。また、弁当にはしばしばプラスチック製のものが添えられる。このほか、可食性素材のスプーンもある。
形状は、物を乗せる皿状の部分と手で持つための柄で構成される。柄の部分を別部材で構成した別柄型のものと、全体を一体成型にしたものがある。

## スプーンの用途と種類
スプーンはその用途に合わせて、さまざまな種類のものがある。

### 飲食用
飲食用のスプーンは食事の際に食べ物をすくう、混ぜる、口に運ぶという用途で用いられる。タイ・カンボジア・ラオスでは「スプーンとフォーク」のセットを食器として用いるために、ナイフのように硬いものを切る用途にも用いられる。ベトナムでも唐辛子を刻む時などにナイフのように用いられる。フランス料理などのテーブルセッティングでは、スープスプーンが最も右側に配置される。スプーンは、ナイフやフォークなどとともにカトラリーを構成する。
- テーブルスプーン : シチューやスープなどの料理をすくう。料理を大皿から各個人の小皿に取り分ける。
- スープスプーン : シチューやスープをすくう。先が丸い。
- デザートスプーン : デザートや果物をすくう。テーブルスプーンよりも小型。
- アイスクリームスプーン : アイスクリームをすくいやすいように先が角張っている。他にもアイスクリームを熱伝導で溶かしながらすくうスプーンもある。
- イチゴ用スプーン : 皿状の部分が、イチゴを押しつぶしやすい形状をしている。
- バー・スプーン
- ティースプーン : 紅茶（やコーヒー）をかき混ぜるために、かなり小さなスプーン。紅茶を想定しているので「ティー」スプーンという。
- コーヒースプーン : コーヒーに入れるために砂糖を計量したり、かきまぜる。ティースプーンより小型。
- キャディースプーン : 紅茶の茶葉を量り、ポットに入れる。
- 散蓮華 : 中国料理で使われるスプーン。
- 先割れスプーン : メロンやスイカを食べやすいように小さく先が割れていて、日本の学校給食においても使用されていたが、評判が悪く、現在では減少傾向にある。
- スポーク（Spork）：スプーンとフォークを兼用するもの。アウトドアなどで、荷物を軽量化するために使う。チタン製などがある。日本ではコンビニ弁当の付属品などでプラスチック製のものが無料配布されていたが、プラスチック削減の世界的運動により減少傾向にある。

また、紅茶やアブサンを飲む際に、茶漉し代わりに小さな穴が多く開いているスプーンを用いる事がある。

### 調理用
通常の食事用のテーブルスプーンやデザートスプーンを料理に使う。
- 食材を容器から取り出しボウルや鍋などに入れるのに使う
- 食材をつぶすのに使う。たとえば果実を潰すのに使う。
- フライパン上で油で「アロゼ」するため、フライパンを傾け、スプーンで油をすくい熱い油を繰り返しかけてシェフたちは調理する。

料理のレシピ（料理手順の指示書き）では、しばしば「小さじ、すり切り2杯」や「大さじ 3杯」などと、スプーンを単位にして量が指定される。
- 計量スプーン : 砂糖・塩・醤油・酢・油等の調味料を計量する。すり切りで大さじで 15cc、小さじで 5cc である。
- 溝付きスプーン（英語版）：皿状の部分に穴が開いており、固形物のみをすくいあげることができる。

### その他
- 薬匙 : 量り取ったり、攪拌したりする。
- アイラッシュカーラー（ビューラー） : メキシコではスプーンをビューラー代わりにしてまつげの手入れに使用することがある[3]。
- 楽器 : 打楽器として音楽の演奏に使用する文化がある。

## スプーンの歴史
ヨーロッパでは、新石器時代に使われた陶器製や骨を削ったスプーンが発掘されている（木製のスプーンは土に埋まると腐敗してしまうので、石器時代の遺跡から遺物としては出土しづらい）。
古代エジプトでは、木製、石製、象牙製などのスプーンが使われた。紀元前1000年ころ には使われていたことが分かっている。ファラオや書記など身分が高い人々によって使われた。スプーンには宗教的な図柄が彫りこまれた。古代エジプトでは化粧品の調合用にもスプーンが使われていた。

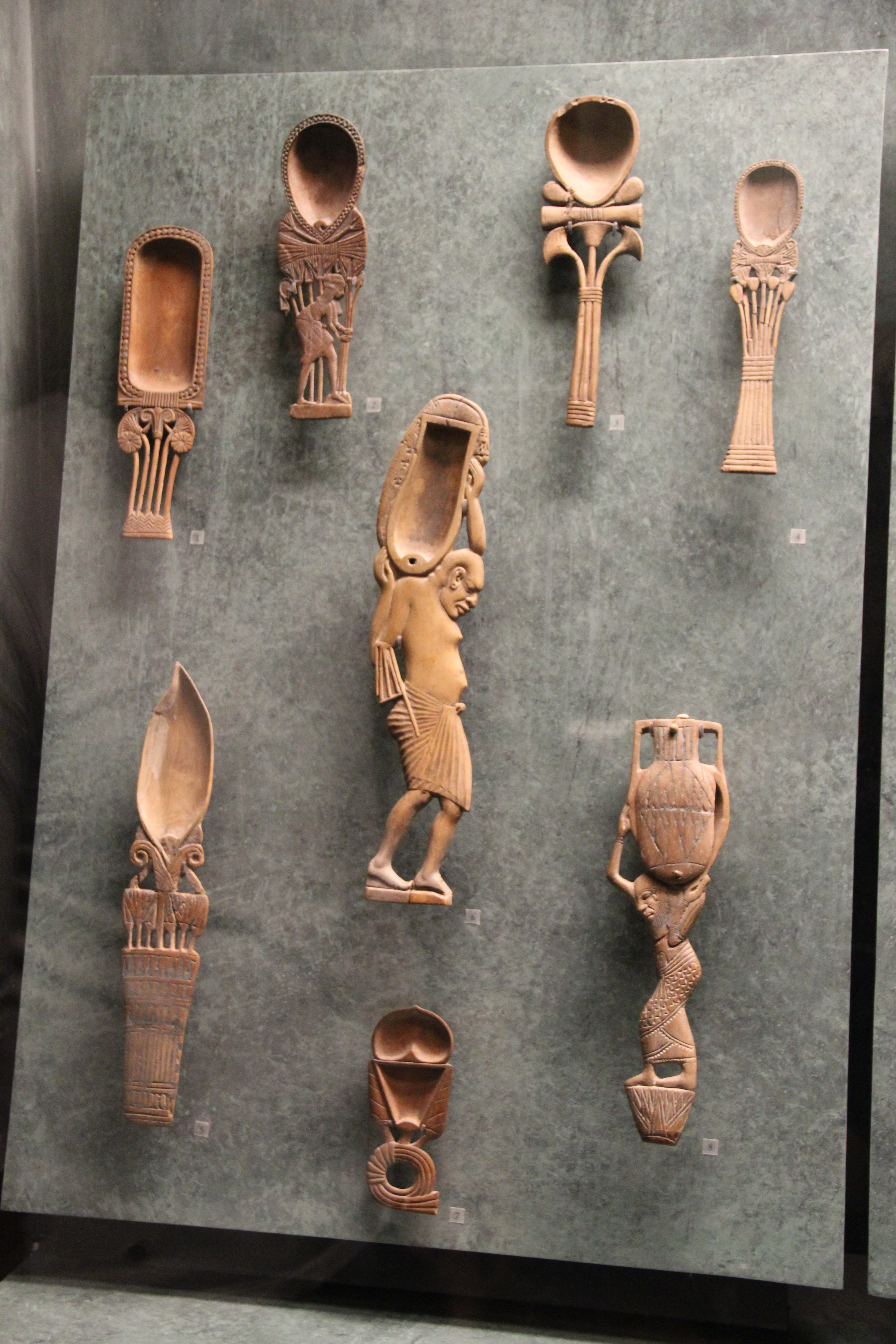
古代エジプトのスプーン。木製。
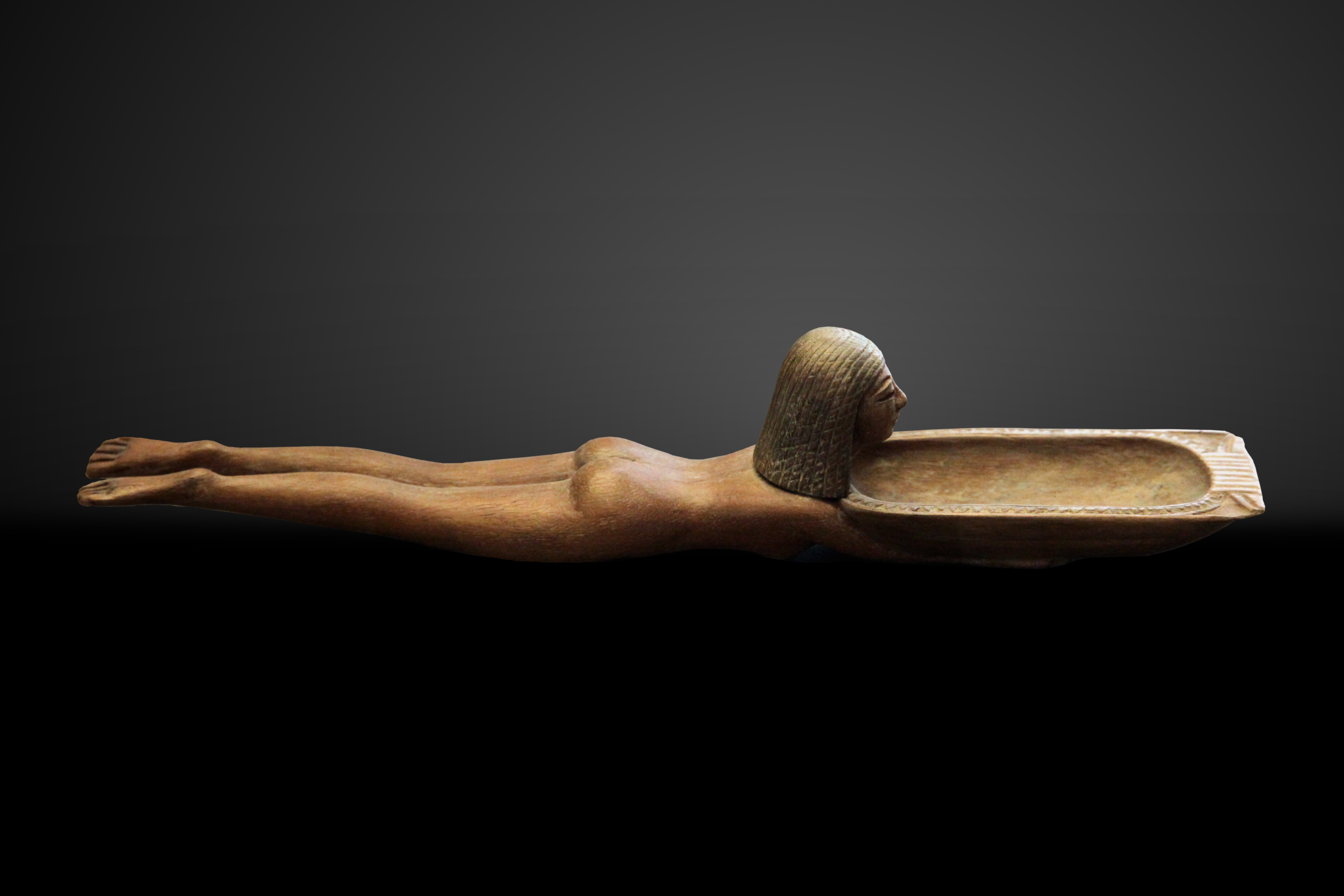
取っ手が凝った彫刻になっているスプーン（古代エジプト）
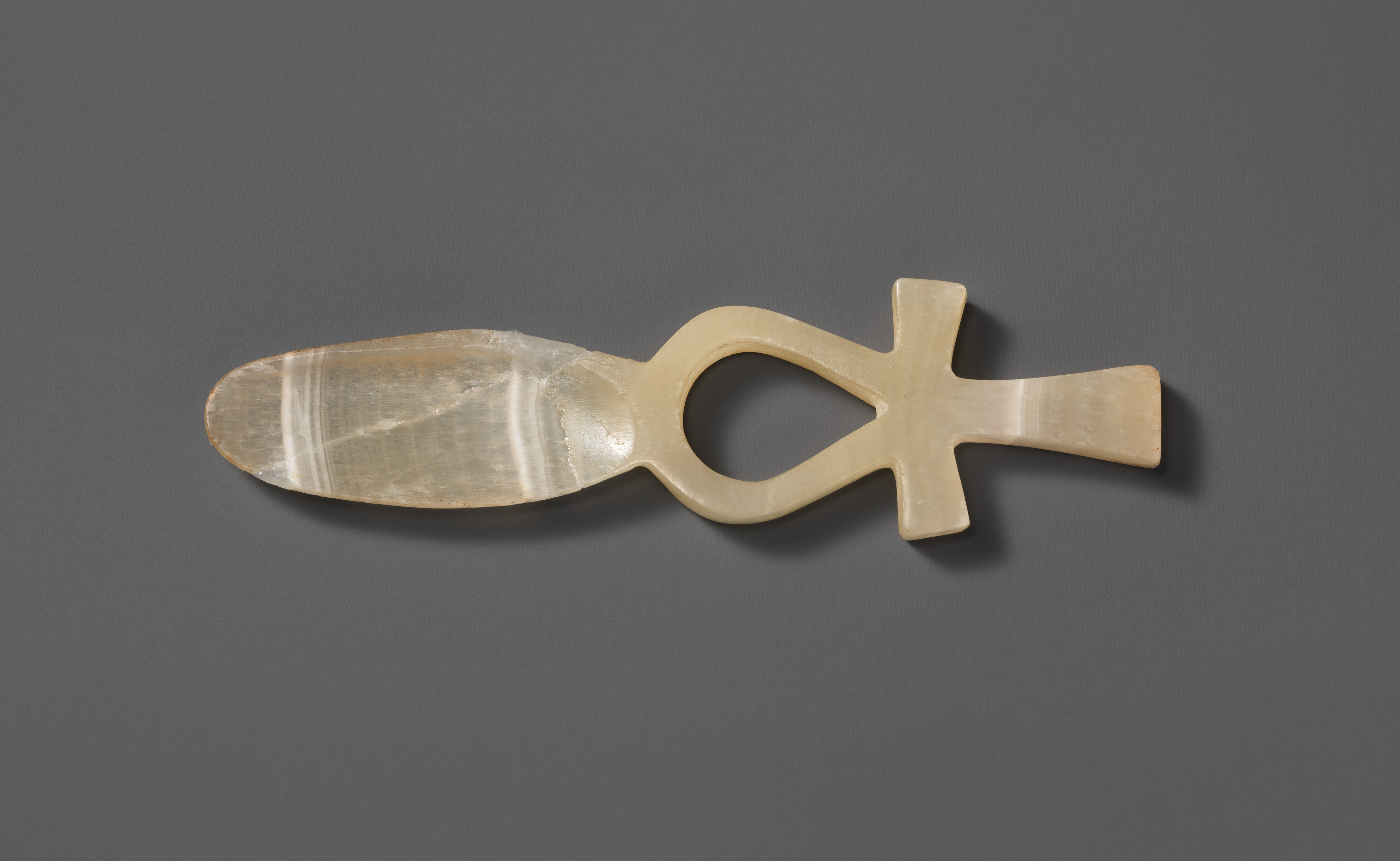
化粧品のとりわけに使ったスプーン（古代エジプト、紀元前1887年-紀元前1750年ころ。柄がアンクの形状になっている。）

ちなみに、古代エジプトで木製スプーンが一般的だったわけだが、後の時代にエジプトや各地で金属加工の技術が発達していっても、それらの時代・地域でも木製スプーンは、最も一般的であった（ただ古代などのものは、木製のものは概して腐敗し、失われてしまい、遺物として残りづらい。）中世ころのヨーロッパでも木製スプーンは一般的であった。
古代ギリシアでは、食事は主に「手づかみ」で行われていた。だがスプーンが使われることもあった。古代ギリシアのスプーンの出土品は青銅製のものや銀製のものが出土している。

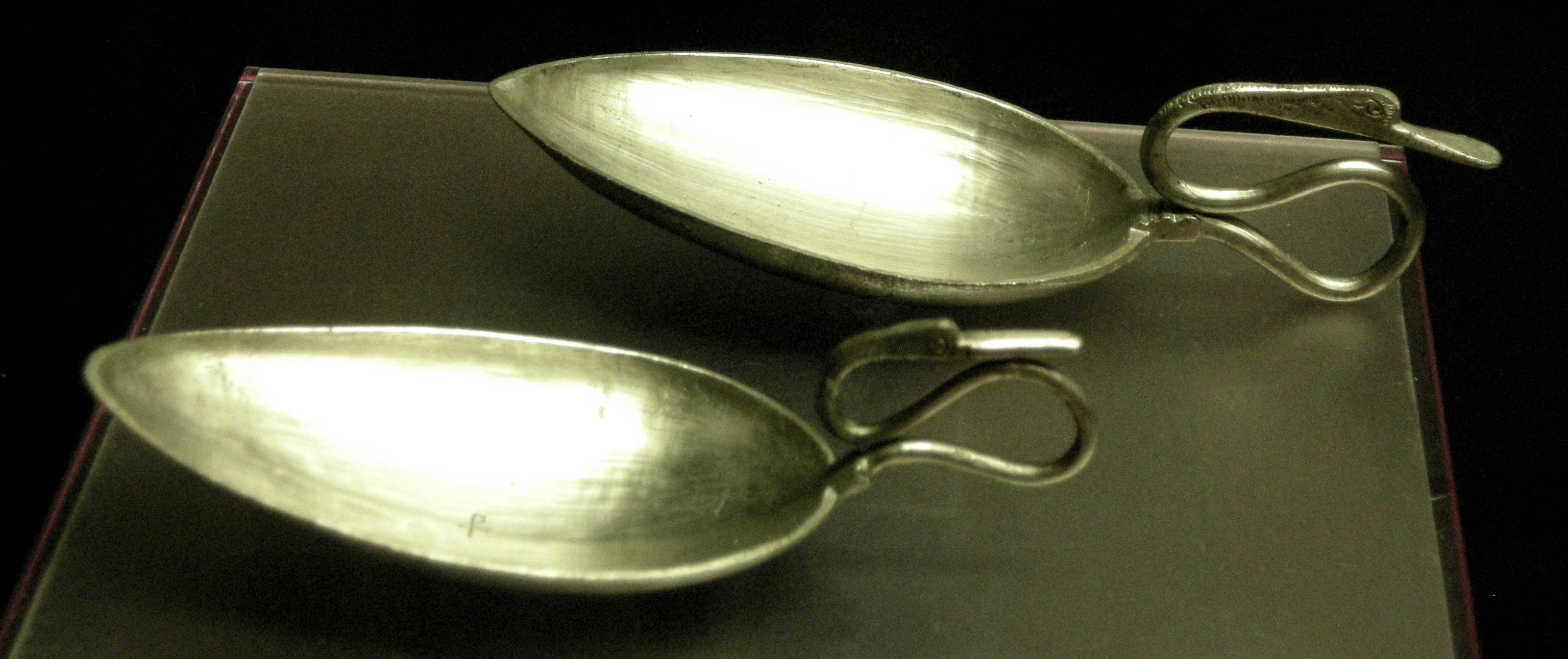
古代ローマのスプーン

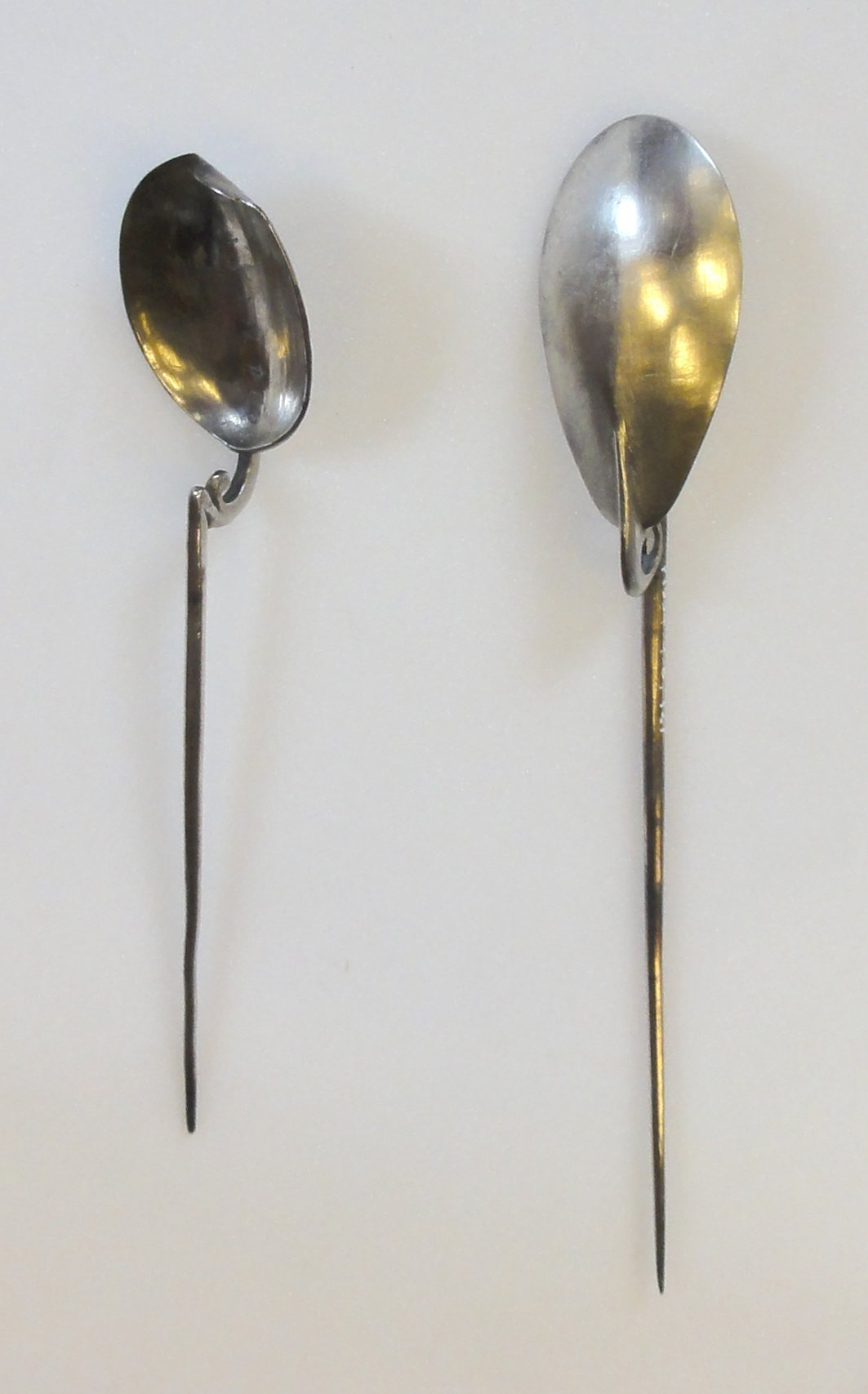
古代ローマの:en:Cochlearium

ローマ帝国時代では、食事にしばしばスプーンを使った（だが同じくらい「手づかみ」でも食べた）。ローマ帝国では主食に「麦の粥」を食べたり、パンを食べたりしたので、粥を食べる時にはスプーンを使った。パンを食べる時はもちろん「手づかみ」で済み、スプーンを使う必要はなかった。古代ローマのスプーンは
ローマ帝国の遺跡からは、いくつもen:Cochleariumというスプーンが出土している。これはボウル状の部分と取っ手の間が複雑に曲がったスプーンである。

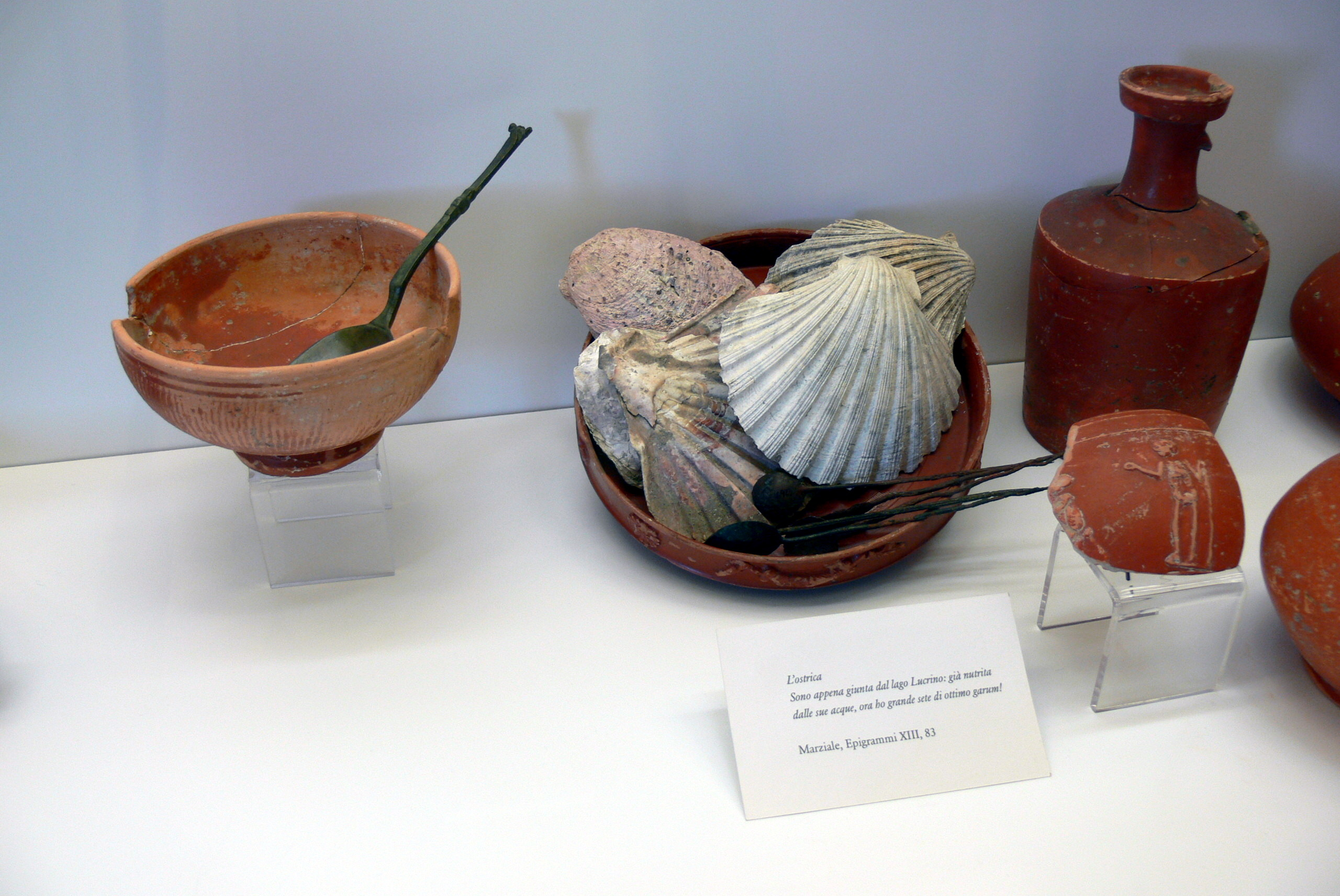
古代ローマの食器の博物館展示

11世紀になってイタリアにスプーンが入った。
中世のヨーロッパでは、牛の角（つの）やピューター（錫）で（も）スプーンがつくられるようになった。（一般庶民は木製スプーンを使っていた。）
ヨーロッパでスプーンが一般には普及したのは、17世紀-18世紀になってからである。ナイフ・フォーク・スプーンのセットで食事する形式が確立されたのは、19世紀ごろといわれている。
イギリスでは、洗礼式にスプーンを贈られる習慣があり、身分や貧富の差によって材質が異なっていた。このことから、裕福な家で生まれたことを表す「born with a silver spoon in one's mouth（銀の匙をくわえて生まれてきた）」という言い回しができた。
ほかにも「to have a spoon in every man's dish（他人の皿にスプーンを突っ込む）」というスプーンをつかう諺がある。
中国では紀元前2千年紀の殷王朝の時代より匙（スプーン）が用いられていた。中国や朝鮮半島などでは、ごはんと汁類には匙や散蓮華を使い、おかず類に箸を使う。ちなみに、日本のような「お椀を直接口に運んで汁を飲む」という習慣はない（東アジアでもヨーロッパでもそういう習慣はなく、世界的に珍しい）。
日本でも紀元前3世紀ごろの出土品にスプーン（匙）が含まれているが、これについては儀式用と考えられている。正倉院の収蔵品などにも見られ、遺跡からも箸とともに出土したり、絵画に描かれたりもしているが、時代を下るごとにスプーンは少なくなっていく。食事用として、そもそも一般人にはまったく普及していなかったであろうし、上流社会でも8世紀末から9世紀初ごろには箸食に遷移したものと考えられている。しかし完全に姿を消したわけではなく、上流社会の儀式や接待などでは引き続き使用されていた。たとえば禅寺では鎌倉時代から第二次世界大戦以前まで匙を使っていたし、1682年の徳川綱吉の襲職祝賀にも使用された記録がある。また、1719年の朝鮮通信使であった申維翰による『海遊録』にも小田原城で受けた接待で金銀の箸や匙が使用されたとの記述が見られる。医療用に使われるケースもあり、江戸時代に、将軍家や大名の侍医のことを匙を使って薬を量ることから「お匙」と呼んでいた。医者が患者を見放すことをさして「匙を投げる」という比喩表現もある。
明治末期に、現在の形のスプーンが手作りではじめられた。機械による大量生産は、ヨーロッパでスプーン生産が滞った第一次世界大戦後からである。ただ、日本の家庭では匙は洋食や中華料理に用いる傾向が強く、味噌汁など日本で古くから食されていた汁物などは、現在でも利き手に箸を持ち、利き手ではない方の手で椀を持ち上げ、口を付けて食べるのが一般的である。和食を提供する飲食店でも、味噌汁や吸い物に匙が食器として出されることは少ない。

## ギャラリー

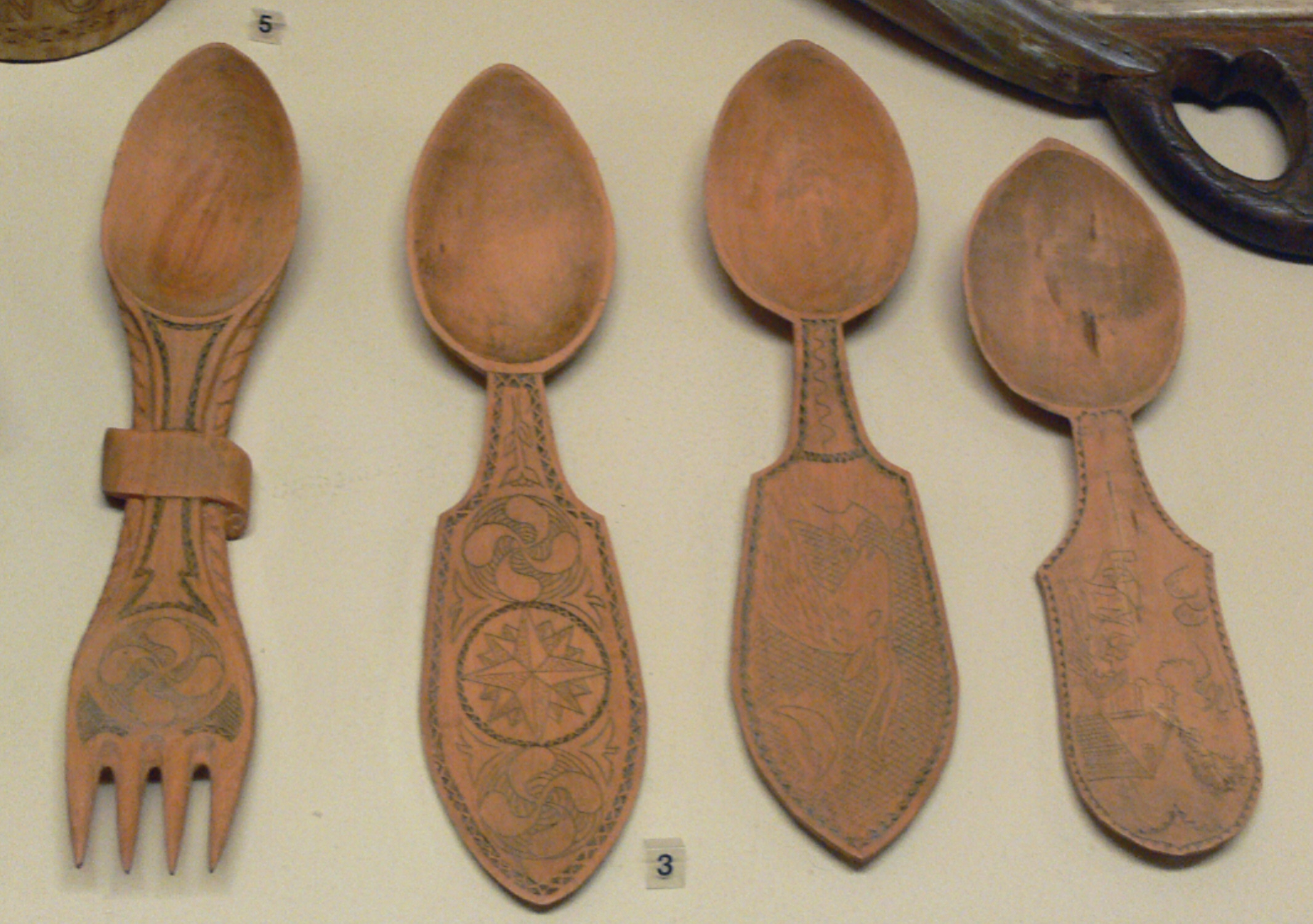
バスクの木製スプーン
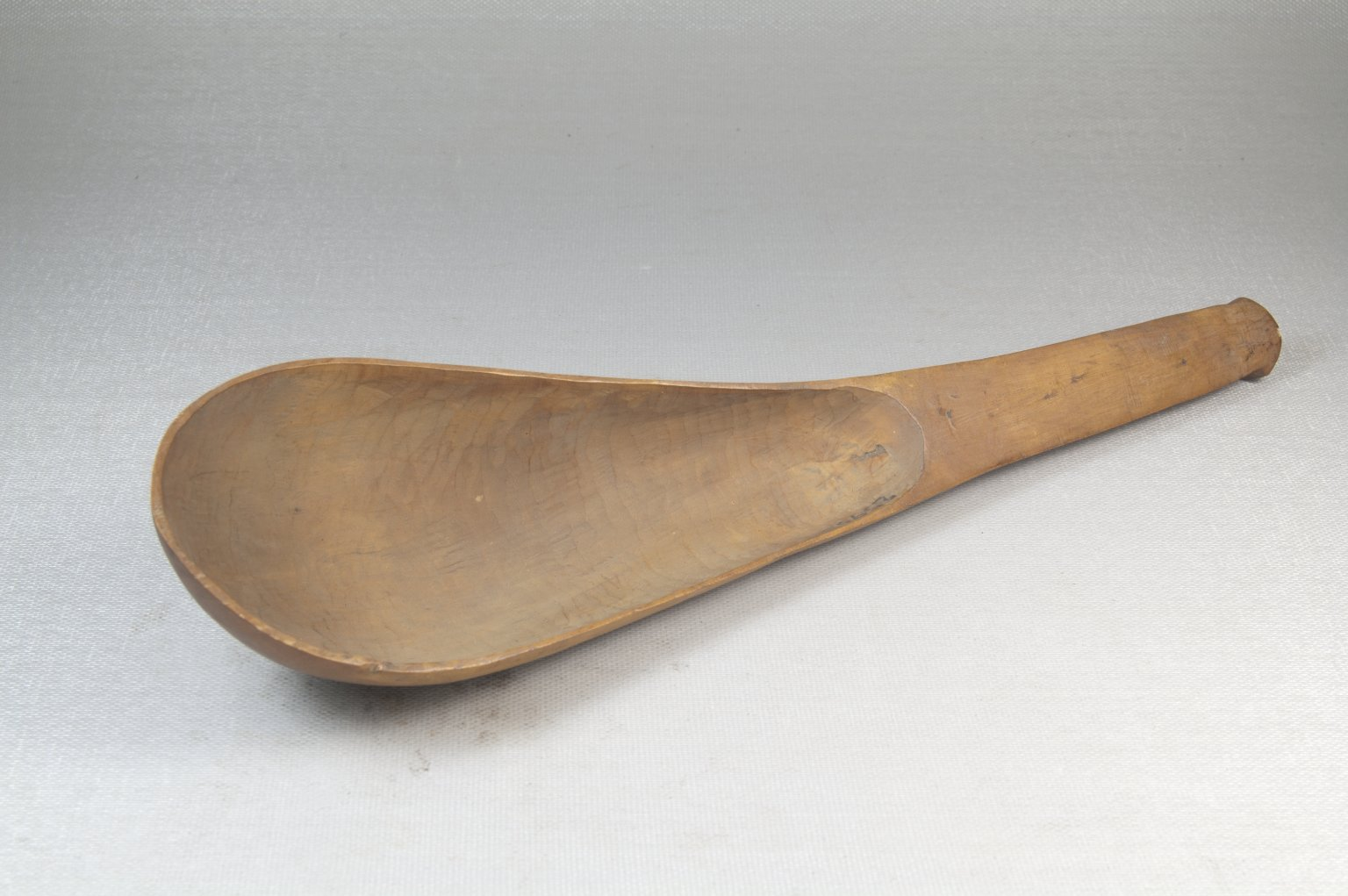
「れんげ」状の木製スプーン（ブルックリンの博物館展示品）
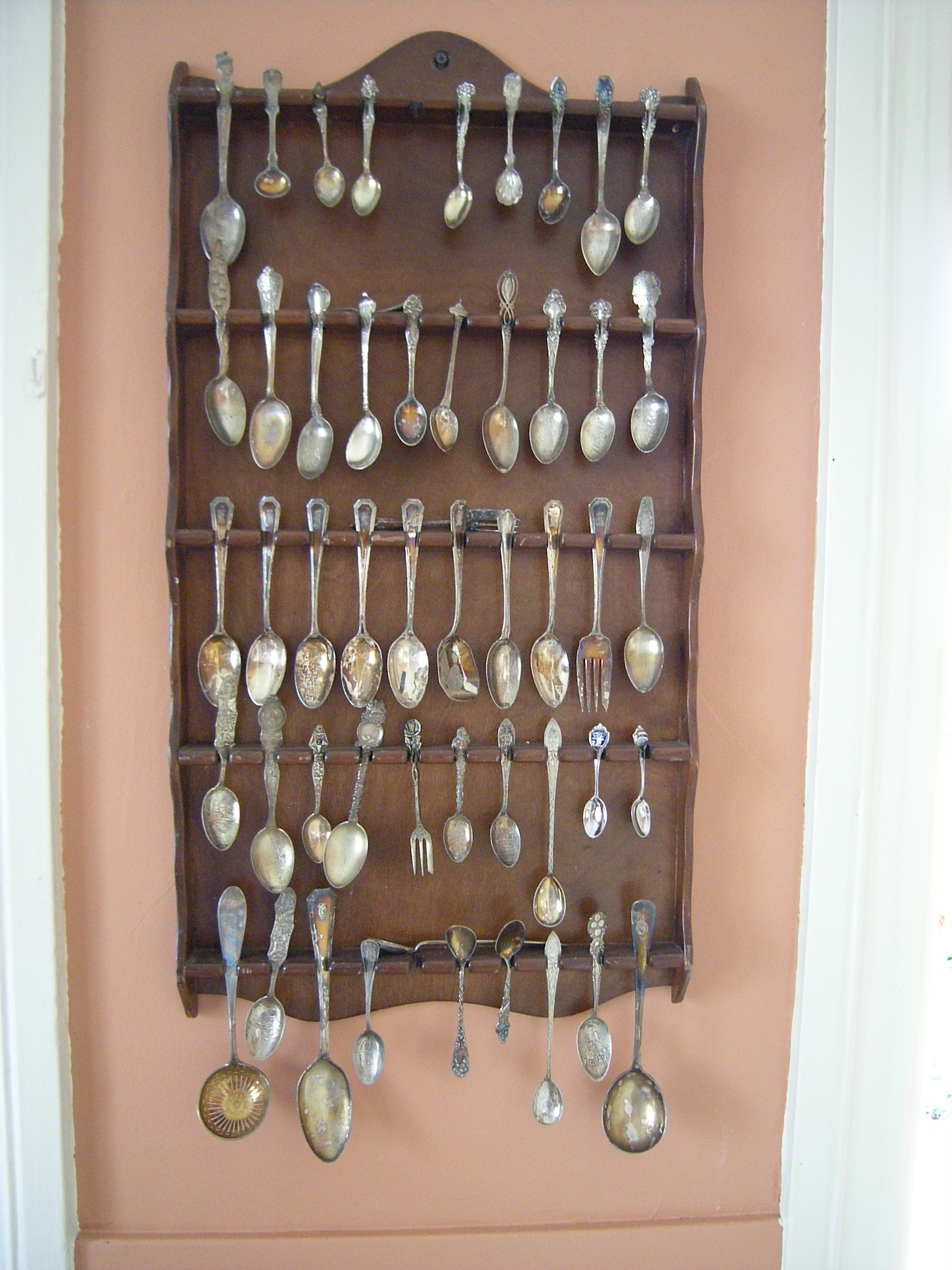
スプーンラック

## 雑学
- ヨーロッパでは幼児洗礼（命名式）の際に行われるお食い初めにスプーンが使われており、昔はその子の「家の身分」や貧富によって材質が違っていたことから、「銀の匙」（en）は裕福な家の、「木製の匙」は貧困や最下位の象徴（en:Wooden spoon (award)を参照）である。現在は命名式には皆、周囲から贈られた銀の匙を使用することが多い。
- ゴルフクラブの3番ウッドは元々ヘッドがへこんでいた事から形状が似ている為スプーンと呼ばれている。
- 生物学で、生物の形態を形容するのに、先端部が楕円形などに幅広くなっているのを「さじ状」「さじ型」と表現する。幅がそれほど広がらないのはヘラ状等という。生物の和名ではサジラン、サジバモウセンゴケ、サジオモダカ、ハマサジなどの例がある。
- 鈴鹿サーキットには、食器のスプーンに似ていることから付いたコーナー｢スプーンカーブ｣があり、更にそのコーナーを由来としたパーツメーカーもある。
- ユリ・ゲラーなど、手品の一つとしてスプーンを曲げる行為が見られる。
- 日本国内での初期の学校給食では、「突き刺して食べる」ことと「すくって食べる」という二通りに使えるという利便性を買われて1950年代頃より先端部が「M」字状になっている「先割れスプーン」が用いられた。学校給食の場では先割れスプーンが一頃盛んに用いられたが、今では「犬食い」を誘発しかねないことと「箸の使い方を知らない子供が増えたこと」の原因とされ廃止されつつある。
- 1978年には名古屋のラーメンチェーン「スガキヤ」で麺とスープを一緒に食べられるようにスプーンとフォークを合体した「ラーメンフォーク」が開発された。2007年に女性デザイナーの高橋正実によってデザインがリニューアルされた。
- ギネス世界記録認定種目としては「体の上にきれいに並んだスプーンの最多本数」というものがある[12]。